# Kambal, Karibal
Kambal, Karibal é uma telenovela filipina exibida pela GMA Network entre 27 de novembro de 2017 e 3 de agosto de 2018, estrelada por Miguel Tanfelix, Bianca Umali, Pauline Mendoza e Kyline Alcantara.

## Enredo
A história é centrada nos gêmeos Crisanta e Criselda. Criselda morre devido a uma doença rara e permanece um espírito que só aparece a Crisanta. Sua ligação começa a desmoronar quando ambos se apaixonam por Diego. A rivalidade entre eles aumenta quando as afeições da mãe se concentram em Crisanta. Quando as emoções de Criselda a consomem e sua alma encontra o corpo de outra pessoa para habitar, ela retorna para receber o afeto de sua mãe e o amor de Diego.

## Elenco
- Miguel Tanfelix – Diego de Villa
- Bianca Umali – Crisanta "Crisan" Bautista / Crisanta "Crisan" Magpantay
- Pauline Mendoza – Criselda "Crisel" Bautista / Criselda "Crisel" Magpantay
- Kyline Alcantara – Francheska "Cheska" de Villa / Grace Akeem Nazar
- Jean Garcia – Teresa Abaya
- Carmina Villarroel – Geraldine Enriquez
- Roence Santos – Black Lady
- Alfred Vargas – Allan Magpantay
- Marvin Agustin – Raymond de Villa / Samuel Calderon
- Gloria Romero – Maria Anicia Enriquez
- Christopher de Leon – Emmanuel "Manuel" de Villa
- Sunshine Dizon – Maricar Akeem Nazar
- Jeric Gonzales – Mark Carlos "Makoy" Claveria
- Franchesca Salcedo – Norilyn "Nori" Canlas
- Eliza Pineda – Patricia Gutierrez
- Rafa Siguion-Reyna – Vincent
- Sheree Bautista – Lilian Ocampo
- Raquel Monteza – Mildred Abaya
- Gardo Versoza – Noli Bautista
- Katrina Halili – Nida Generoso
- Amalia Rosales – Dolores Amelia
- Jake Vargas – Darren Olivar
- Maricar de Mesa – Valerie Olivar
- Maureen Larrazabal – Madame Strong Beauty
- Kevin Santos – Xander Liwanag
- Ping Medina – Obet
- Tart Carlos – Gladys
- Dave Bornea – Claudio Calderon
- Luz Fernandez – Magda Liwanag

## Exibição
| País/Região      | Emissora     | Data de estréia        | Data de final       | Título          |
| ---------------- | ------------ | ---------------------- | ------------------- | --------------- |
| Filipinas        | GMA Network  | 27 de novembro de 2017 | 3 de agosto de 2018 | Kambal, Karibal |
| Estados Unidos   | GMA Pinoy TV | novembro de 2017       | agosto de 2018      | Kambal, Karibal |
| Canadá           | GMA Pinoy TV | novembro de 2017       | agosto de 2018      | Kambal, Karibal |
| Japão            | GMA Pinoy TV | novembro de 2017       | agosto de 2018      | Kambal, Karibal |
| Taiwan           | GMA Pinoy TV | novembro de 2017       | agosto de 2018      | Kambal, Karibal |
| Hong Kong        | GMA Pinoy TV | novembro de 2017       | agosto de 2018      | Kambal, Karibal |
| Malásia          | GMA Pinoy TV | novembro de 2017       | agosto de 2018      | Kambal, Karibal |
| Indonésia        | GMA Pinoy TV | novembro de 2017       | agosto de 2018      | Kambal, Karibal |
| Singapura        | GMA Pinoy TV | novembro de 2017       | agosto de 2018      | Kambal, Karibal |
| Papua-Nova Guiné | GMA Pinoy TV | novembro de 2017       | agosto de 2018      | Kambal, Karibal |
| Austrália        | GMA Pinoy TV | novembro de 2017       | agosto de 2018      | Kambal, Karibal |
| Nova Zelândia    | GMA Pinoy TV | novembro de 2017       | agosto de 2018      | Kambal, Karibal |
| Europa           | GMA Pinoy TV | novembro de 2017       | agosto de 2018      | Kambal, Karibal |
| Médio Oriente    | GMA Pinoy TV | novembro de 2017       | agosto de 2018      | Kambal, Karibal |